# The Teamster
The Teamster è un cortometraggio muto del 1911 diretto da Romaine Fielding e prodotto dalla Lubin.

## Produzione
Il film fu prodotto dalla Lubin Manufacturing Company.

## Distribuzione
Distribuito dalla General Film Company, il film - un cortometraggio in una bobina - uscì nelle sale statunitensi il 9 dicembre 1911.